# Hålmyrtjärnen (Degerfors socken, Västerbotten)
Hålmyrtjärnen är en sjö i Vindelns kommun i Västerbotten och ingår i Umeälvens huvudavrinningsområde. Hålmyrtjärnen ligger i Åtmyrberget Natura 2000-område.